# Thraso
Thraso (Tiếng Hy Lạp: Θράσων) là một vị vua Ấn-Hy Lạp cai trị khu vực miền Trung và Tây Punjab. Ông chỉ được biết đến vào năm 1982 khi R. C. Senior phát hiện ra một trong số những đồng tiền của ông tại kho báu Surana. Đồng tiền này có phong cách tương tự như của Menandros I, với cùng kiểu nữ thần Athena, và chia sẻ cùng một tiêu chuẩn với những đồng tiền của Menandros. Trên mặt đồng tiền này, tước hiệu của Thraso là Basileus Megas ("Đại Đế"), một danh hiệu mà chỉ có Eucratides I sử dụng trước đó và dường như được đặt không đúng chỗ với vị vua trẻ Thraso, ông chỉ có duy nhất một đồng xu được phát hiện, điều đó cho thấy một triều đại cai trị ngắn ngủi và không đáng kể.
Osmund Bopearachchi xác định niên đại sơ bộ của ông vào khoảng từ năm 95-80 trước Công nguyên, nhưng Senior kết luận rằng Thraso là con trai và là người kế vị của Menandros (khoảng năm 155-130 TCN), bởi vì đồng tiền của ông đã không bị mòn dần đi và được tìm thấy trong một kho báu chỉ cùng với những đồng tiền khác trước đó.
Ông dường như chỉ là một đứa trẻ và được một vị tướng tôn lên làm vua chỉ một thời gian ngắn trong thời kỳ hỗn loạn mà sảy ra sau khi Menandros qua đời, và viên tướng đó đã nghĩ rằng danh hiệu khoa trương kia có thể củng cố vị trí của ông.